# Дружини (гміна Боброво)
Дружини (пол. Drużyny, нім. Druschin) — село в Польщі, у гміні Боброво Бродницького повіту Куявсько-Поморського воєводства.
Населення — 275 осіб (2011).
У 1975-1998 роках село належало до Торунського воєводства.

## Демографія
Демографічна структура станом на 31 березня 2011 року:
|          | Загалом | Допрацездатний вік | Працездатний вік | Постпрацездатний вік |
| -------- | ------- | ------------------ | ---------------- | -------------------- |
| Чоловіки | 134     | 28                 | 99               | 7                    |
| Жінки    | 141     | 28                 | 85               | 28                   |
| Разом    | 275     | 56                 | 184              | 35                   |